# Bob Clarke Trophy
Die Bob Clarke Trophy ist eine Trophäe der Western Hockey League. Sie wird seit 1967 jährlich an den besten Scorer der Liga vergeben. Sie ist nach Hockey-Hall-of-Fame-Mitglied Bobby Clarke benannt, der in seinen beiden WHL-Saisons zwei Mal die Trophäe gewann. Von 1967 bis 1987 hieß die Trophäe Brownridge Trophy, benannt nach Bob Brownridge.

## Liste der Gewinner
- Jahr: Nennt das Jahr, in dem der Spieler die Bob Clarke Trophy gewonnen hat.
- Gewinner: Nennt den Namen des Gewinners.
- Team: Nennt das Franchise, für das der Spieler zum damaligen Zeitpunkt gespielt hat.
- Tore: Nennt die Anzahl Tore, die der Gewinner erzielt hat.
- Assists: Nennt die Anzahl Torvorlagen, die der Gewinner erreicht hat.
- Punkte: Nennt die Anzahl Punkte, die der Gewinner erreicht hat.

- Gelblich unterlegte Spieler haben in dieser Saison auch den CHL Top Scorer Award gewonnen.

| Jahr | Preisträger          | Team                           | Tore | Assists | Punkte |
| ---- | -------------------- | ------------------------------ | ---- | ------- | ------ |
| 2025 | Andrew Cristall      | Kelowna Rockets Spokane Chiefs | 48   | 84      | 132    |
| 2024 | Jagger Firkus        | Moose Jaw Warriors             | 61   | 65      | 126    |
| 2023 | Connor Bedard        | Regina Pats                    | 71   | 72      | 143    |
| 2022 | Arshdeep Bains       | Red Deer Rebels                | 43   | 69      | 112    |
| 2021 | Peyton Krebs         | Winnipeg Ice                   | 13   | 30      | 43     |
| 2020 | Adam Beckman         | Spokane Chiefs                 | 48   | 59      | 107    |
| 2019 | Joachim Blichfeld    | Portland Winterhawks           | 53   | 61      | 114    |
| 2018 | Jayden Halbgewachs   | Moose Jaw Warriors             | 70   | 59      | 129    |
| 2017 | Sam Steel            | Regina Pats                    | 50   | 81      | 131    |
| 2016 | Adam Brooks          | Regina Pats                    | 38   | 82      | 120    |
| 2015 | Oliver Bjorkstrand   | Portland Winterhawks           | 63   | 55      | 118    |
| 2014 | Mitch Holmberg       | Spokane Chiefs                 | 62   | 56      | 118    |
| 2013 | Nic Petan            | Portland Winterhawks           | 46   | 74      | 120    |
| 2013 | Brendan Leipsic      | Portland Winterhawks           | 49   | 71      | 120    |
| 2012 | Brendan Shinnimin    | Tri-City Americans             | 58   | 76      | 134    |
| 2011 | Linden Vey           | Medicine Hat Tigers            | 46   | 70      | 116    |
| 2010 | Brandon Kozun        | Calgary Hitmen                 | 32   | 75      | 107    |
| 2009 | Casey Pierro-Zabotel | Vancouver Giants               | 36   | 79      | 115    |
| 2008 | Mark Santorelli      | Chilliwack Bruins              | 27   | 74      | 101    |
| 2007 | Zach Hamill          | Everett Silvertips             | 32   | 61      | 93     |
| 2006 | Troy Brouwer         | Moose Jaw Warriors             | 49   | 53      | 102    |
| 2005 | Eric Fehr            | Brandon Wheat Kings            | 59   | 52      | 111    |
| 2004 | Tyler Redenbach      | Swift Current Broncos          | 31   | 74      | 105    |
| 2003 | Erik Christensen     | Kamloops Blazers               | 54   | 54      | 108    |
| 2002 | Nathan Barrett       | Lethbridge Hurricanes          | 45   | 62      | 107    |
| 2001 | Justin Mapletoft     | Red Deer Rebels                | 43   | 77      | 120    |
| 2000 | Brad Moran           | Calgary Hitmen                 | 48   | 72      | 120    |
| 1999 | Pavel Brendl         | Calgary Hitmen                 | 73   | 61      | 134    |
| 1998 | Serhij Warlamow      | Swift Current Broncos          | 66   | 53      | 119    |
| 1997 | Todd Robinson        | Portland Winterhawks           | 38   | 96      | 134    |
| 1996 | Mark Deyell          | Saskatoon Blades               | 61   | 98      | 159    |
| 1995 | Daymond Langkow      | Tri-City Americans             | 67   | 73      | 140    |
| 1994 | Lonny Bohonos        | Portland Winter Hawks          | 62   | 90      | 152    |
| 1993 | Jason Krywulak       | Swift Current Broncos          | 81   | 81      | 162    |
| 1992 | Kevin St. Jacques    | Lethbridge Hurricanes          | 65   | 75      | 140    |
| 1991 | Ray Whitney          | Spokane Chiefs                 | 67   | 118     | 185    |
| 1990 | Len Barrie           | Kamloops Blazers               | 85   | 100     | 185    |
| 1989 | Dennis Holland       | Portland Winter Hawks          | 82   | 85      | 167    |
| 1988 | Theoren Fleury       | Moose Jaw Warriors             | 68   | 92      | 160    |
| 1988 | Joe Sakic            | Swift Current Broncos          | 78   | 82      | 160    |
| 1987 | Craig Endean         | Regina Pats                    | 69   | 77      | 146    |
| 1987 | Rob Brown            | Kamloops Blazers               | 76   | 136     | 212    |
| 1986 | Rob Brown            | Kamloops Blazers               | 58   | 115     | 173    |
| 1985 | Cliff Ronning        | New Westminster Bruins         | 89   | 108     | 197    |
| 1984 | Ray Ferraro          | Brandon Wheat Kings            | 108  | 84      | 192    |
| 1983 | Dale Derkatch        | Regina Pats                    | 84   | 95      | 179    |
| 1982 | Jock Callander       | Regina Pats                    | 79   | 111     | 190    |
| 1981 | Brian Varga          | Regina Pats                    | 64   | 96      | 160    |
| 1980 | Doug Wickenheiser    | Regina Pats                    | 89   | 81      | 170    |
| 1979 | Brian Propp          | Brandon Wheat Kings            | 94   | 100     | 194    |
| 1978 | Brian Propp          | Brandon Wheat Kings            | 80   | 112     | 182    |
| 1977 | Bill Derlago         | Brandon Wheat Kings            | 96   | 82      | 178    |
| 1976 | Bernie Federko       | Saskatoon Blades               | 72   | 115     | 187    |
| 1975 | Mel Bridgman         | Victoria Cougars               | 66   | 91      | 157    |
| 1974 | Ron Chipperfield     | Brandon Wheat Kings            | 90   | 72      | 162    |
| 1973 | Tom Lysiak           | Medicine Hat Tigers            | 58   | 96      | 154    |
| 1972 | Tom Lysiak           | Medicine Hat Tigers            | 46   | 97      | 143    |
| 1971 | Chuck Arnason        | Flin Flon Bombers              | 79   | 84      | 163    |
| 1970 | Reggie Leach         | Flin Flon Bombers              | 65   | 46      | 111    |
| 1969 | Bobby Clarke         | Flin Flon Bombers              | 51   | 86      | 137    |
| 1968 | Bobby Clarke         | Flin Flon Bombers              | 51   | 117     | 168    |
| 1967 | Gerry Pinder         | Saskatoon Blades               | 78   | 62      | 140    |

1. ↑  WHL East
2. ↑  WHL West